# Winisk Lake
Der Winisk Lake, alternativ Lac Winisk (französisch), ist ein See im Kenora District im Norden der kanadischen Provinz Ontario.

## Lage
Der Winisk Lake befindet sich 300 km südlich der Hudson Bay, 340 km westlich der James Bay sowie 305 km nordnordöstlich des Nipigonsees. Der See liegt am Rande des Kanadischen Schildes unweit des Übergangs zur Hudson-Bay-Niederung.
Der stark verzweigte See hat eine Längsausdehnung in Nord-Süd-Richtung von knapp 40 km und in Ost-West-Richtung von 20 km. Zu den größten Inseln gehören Bott Island, Eastwood Island, Irish Island und Minard Island. Der 194 m hoch gelegene See hat eine Wasserfläche von ungefähr 265 km². Der Winisk River mündet in das nordwestliche Seeufer, die Flüsse Fishbasket River und Wapitotem River in das südwestliche Seeufer. Der Winisk River verlässt den See an dessen nordnordöstlichem Ufer und entwässert den See zur Hudson Bay. 
Besiedelt wird die Region von der Webequie First Nation. Auf Eastwood Island befinden sich der Ort Webequie sowie der Flugplatz Webequie Airport (IATA: YWP; ICAO: CYWP). Der Winisk River Provincial Park erstreckt sich nördlich des Sees.